# Автошлях Р 81
Автошлях Р 81 — автомобільний шлях регіонального значення в Миколаївській та Херсонській областях, колишні автошляхи територіального та місцевого значення Т 1512, Т 1509, О150401, Т 1508, Т 1517, Т 1505. Проходить територією Казанківського, Березнегуватського, Снігурівського району Миколаївської області та Білозерського району Херсонської області. Загальна довжина — 134,6 км.